# Metóxido

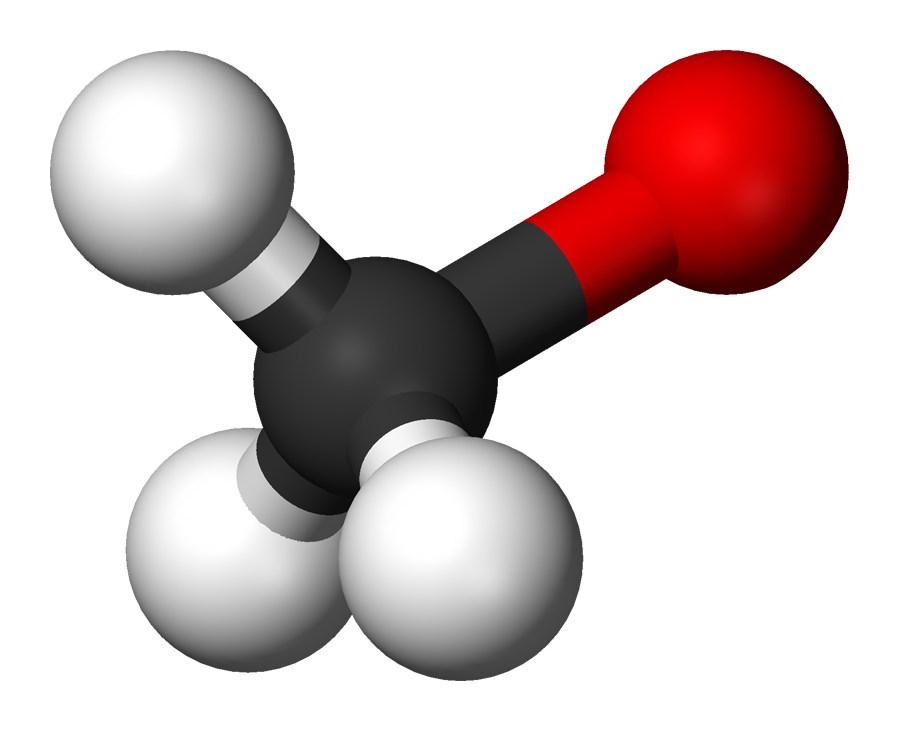
A estrutura do íon metóxido.

Metóxidos são sais orgânicos, o mais simples dos alcóxidos.  Metóxido de sódio e metóxido de potássio tem uso generalizado, embora outras variantes de cátions metálicos, entre os metais alcalinos, tais como metóxido de lítio, metóxido de rubídio, metóxido de césio e metóxido de frâncio também existam.

## Íon metóxido
O íon metóxido tem a fórmula CH3O− e á a base conjugada do metanol. É uma base orgânica forte, ainda mais forte do que o íon inorgânico hidróxido. Assim sendo, as soluções de metóxido  devem ser mantidas livres água; caso contrário, o metóxido removerá um próton de uma molécula de água, resultando em metanol e hidróxido.

## Metóxido de sódio
Metóxido de sódio, também chamado metilato de sódio ou metalonato de sódio, é um pó branco quando puro.  É usado como um iniciador de uma polimerização por adição aniônica com óxido de etileno, formando um poliéter com alto peso molecular. Tanto o metóxido de sódio como sua contraparte preparada com potássio são frequentemente utilizados como catalisadores para a produção em escala comercial de biodiesel. Neste processo, óleos vegetais ou gorduras animais, que são quimicamente triglicerídeos de ácidos graxos são transesterificados com metanol resultando em ésteres metílicos de ácidos graxos (na literatura em língua inglesa, abreviados como FAMEs, fatty acid methyl esters).
Metóxido de sódio é produzido em escala industrial e está disponível em várias empresas químicas..

## Metóxido de potássio
Metóxido de potássio é comumente usado como um catalisador para transesterificação na produção de biodiesel.